# 2008年北京オリンピックのクロアチア選手団
2008年北京オリンピックのクロアチア選手団（2008ねんペキンオリンピックのクロアチアせんしゅだん）は、2008年8月8日から8月24日にかけて中国の北京を主として開催された2008年北京オリンピックのクロアチア選手団、およびその競技結果。

## 概要
今大会は銀メダル2個、銅メダル3個の合計5個のメダルを獲得した。

## メダル
| メダル | 選手名                 | 競技       | 種目                |
| ------ | ---------------------- | ---------- | ------------------- |
| 銀     | ブランカ・ブラシッチ   | 陸上       | 女子走高跳          |
| 銀     | フィリプ・ウデ         | 体操       | あん馬              |
| 銅     | スニェヤナ・ペイチッチ | 射撃       | 女子10mエアライフル |
| 銅     | マルチナ・ズブビッチ   | テコンドー | 女子57kg級          |
| 銅     | サンドラ・シャリッチ   | テコンドー | 女子67kg級          |

## 水球
- 男子

## ボート
- 男子かじなしペア
- 男子ダブルスカル